# HNoMS Pol III
A HNoMS Pol III a norvég Királyi Haditengerészet egyik őrhajója volt, mely 1940 áprilisának elején az Oslo-fjordban járőrözött. A Pol III egy kisméretű hajó volt, melyet eredetileg halászhajónak építettek, így mindössze 214 tonna vízkiszorítású volt. A hajó akkor szerzett magának hírnevet, mikor a Weserübung hadművelet kezdetén bátor, de esélytelen kísérletet tett egy egész német hajókötelék megállítására.

## Szolgálati története
1940. április 8-án a Pol III észlelte az észak felé tartó 5. német harccsoportot. Annak ellenére, hogy a németek jelentős túlerőben voltak – ebben a csoportban volt többek közt a Blücher és a Lützow nehézcirkáló, az Emden könnyűcirkáló, 3 torpedónaszád és 8 aknászhajó – a Pol III szembeszállt velük. Figyelmeztető lövések leadása után, a norvég hajó megtámadta az Albatros nevű, német rombolót. Mikor a norvég hajó számára nyilvánvalóvá vált, hogy a német hajók már biztosan nem fordulnak vissza, jelzőfényeket lőtt fel, hogy figyelmeztesse a norvég parti lövegeket a közeledő veszélyre, majd belerohant az Albatros oldalába. Az Albatros legénységének nyilvánvaló volt, hogy a norvég hajó komolyan gondolta a támadást, és olyan sokáig próbálja feltartani a német hajókat, amíg csak teheti. Az Albatros, légvédelmi ágyúját használva tüzet nyitott a Pol III-ra. Az ellenséges tűz során a norvég hajó kapitánya, Leif Welding-Olsen megsérült, a hajón pedig tűz ütött ki. A hajó legénysége elhagyta a lángoló őrhajót, majd német hadifogságba került. Leif Welding-Olsen a hatalmas vérveszteség miatt legyengült, így nem tudott beszállni a mentőcsónakba és megfulladt. Ezzel ő vált a norvég-német háború első norvég áldozatává.
Néhány órával később a német hajóraj az Oscarsborg erődnél meghátrált, ugyanis az erőd ágyúi elsüllyesztették a Blücher nehézcirkálót.
Másnap, április 9-én a Pol III-at Tønsbergbe vontatták. Április 14-én, számos javítás után, a német Kriegsmarine lefoglalta a hajót. A háború után a Pol III a norvég aknaszedő flotta részévé vált, majd eladták. Később a Pol III-nak számos tulajdonosa és neve lett, a motorját kicserélték, szerkezetét felújították. A Pol III a mai napig használatban van, igaz, a sorozatos átépítések miatt gyakorlatilag ez már teljesen más hajó mint 1940-ben volt.

## Külső hivatkozások
- Adatok a Pol III-ról (Norvég)
- A Pol III bemutatása (Angol)